# Kanton Bourgoin-Jallieu-Nord
Bourgoin-Jallieu-Nord is een voormalig kanton van het Franse departement Isère. Het kanton maakte deel uit van het arrondissement La Tour-du-Pin. Het werd opgeheven bij decreet van 18 februari 2014, met uitwerking op 22 maart 2015 en ingelijfd bij het nieuwe kanton Bourgoin-Jallieu.

## Gemeenten
Het kanton Bourgoin-Jallieu-Nord omvatte de volgende gemeenten:
- Bourgoin-Jallieu (deels, hoofdplaats)
- Ruy
- Saint-Chef
- Saint-Marcel-Bel-Accueil
- Saint-Savin
- Salagnon